# Gaston Maggetto
Gaston Maggetto (Bierghes, 16 maart 1939 – 9 februari 2007) was hoogleraar elektromechanica aan de Vrije Universiteit Brussel, gespecialiseerd in vermogenselektronica en gekend voor zijn bijdragen in het onderzoek naar elektrische voertuigen.

## Biografie
Maggetto studeerde aan de Université libre de Bruxelles (ULB), waar hij in 1962 het diploma van Burgerlijk Werktuigkundig Elektrotechnisch Ingenieur behaalde. Gaston Maggetto begon er zijn loopbaan als assistent en voltooide in 1973 zijn doctoraat. Bij de opstart van de Vrije Universiteit Brussel werd Maggetto docent Elektrotechniek terwijl hij gedurende zijn hele academische loopbaan diverse onderwijsopdrachten blijven invullen aan de ULB. Zijn wetenschappelijk onderzoek lag in de vermogenselektronica.
Begin jaren zeventig van de twintigste eeuw zag Gaston Maggetto reeds de potentiële rol van elektriciteit voor transport en besloot hij onderzoek naar elektrisch aangedreven voertuigen te gaan verrichten. Binnen de vakgroep ETEC, werd onderzoek verricht rond batterijen en laadsystemen. In 1984 reed een elektrisch voertuig van de vakgroep ETEC in twintig uur (inclusief tussenladingen onderweg) van Brussel naar het EVS-symposium in Parijs.

## Engagement
Gaston Maggetto stond aan de wieg van verschillende nationale en internationale organisaties waaronder:
- AVERE (Europese vereniging voor elektrisch aangedreven voertuigen)
- CITELEC (vereniging van steden met belangstelling voor elektrische voertuigen)
- European Power Electronics and Drives (EPE)[2]

## Werken
- (fr) G. Maggetto (1971). Le thyristor: définitions, protection, commandes. Eyrolles, Paris en Presses Universitaires de Bruxelles, pp. 264.

- Gemeinsame Normdatei: 1253283427
- Système universitaire de documentation: 077083431
- Virtual International Authority File: 194935146